# The Hype Machine
The Hype Machine [Хайп Маши́н] — веб-сайт, агрегирующий музыкальные блоги.

## История

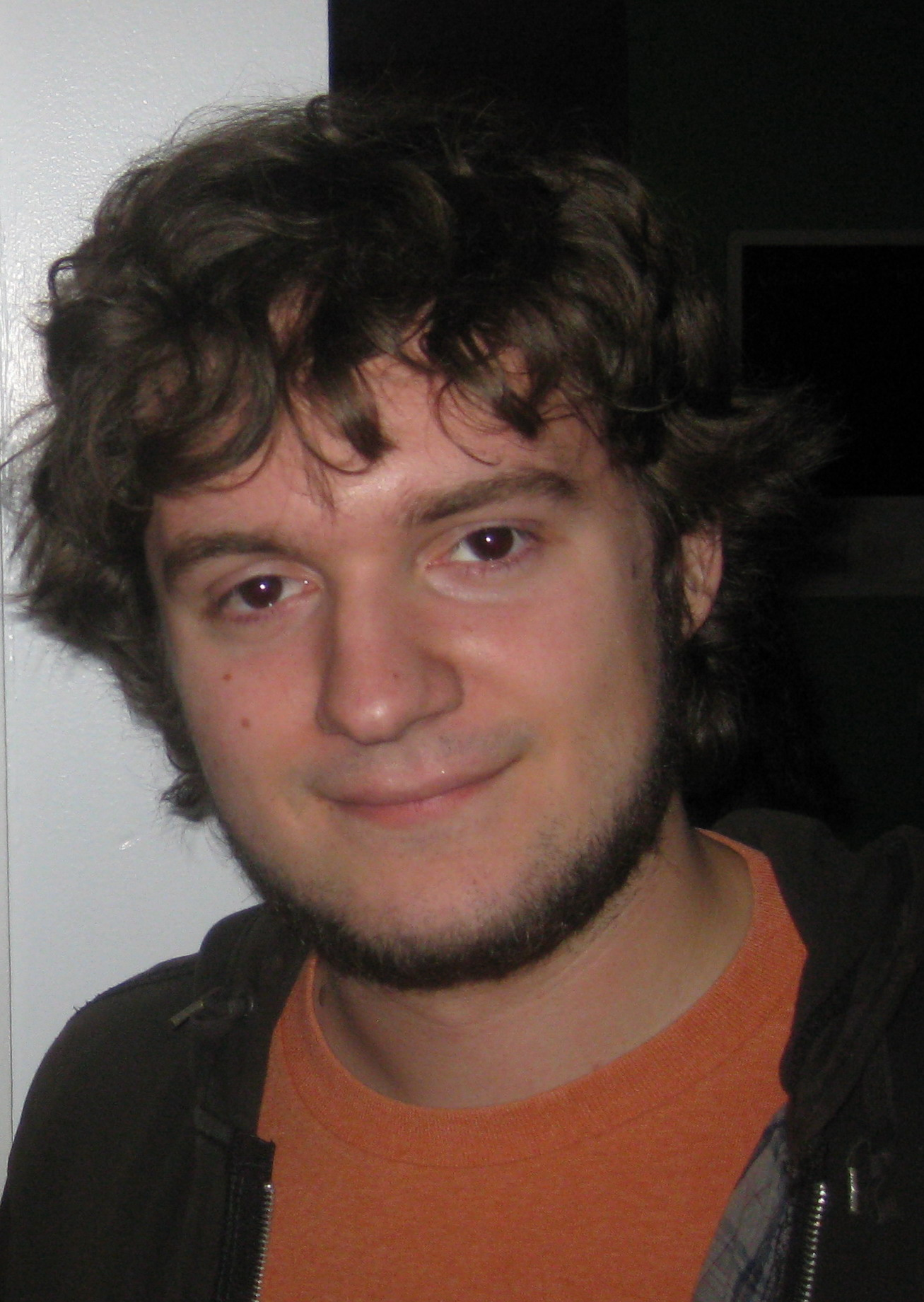
Энтони Володкин

The Hype Machine был создан в 2005 году Энтони Володкиным, 19-летним студентом-второкурсником Хантер-колледжа, изучавшим компьютерные науки. В возрасте 12 лет он переехал из Москвы в Нью-Йорк, где окончил среднюю школу и помимо обучения в колледже работал в ИТ-компании. Идею сайта породило в нём чувство неудовлетворённости музыкальными журналами и радиостанциями. «Я обнаружил музыкальные блоги наподобие Stereogum и Music for Robots, — рассказал Володкин. — Я не мог поверить, что есть люди, тратящие время на то, чтобы писать о музыке и выкладывать треки, которые вы могли послушать. И тогда я подумал, что должен быть способ собрать всё это в одном месте». В 2005 году он отправил адрес своего сайта пионерам в области сетевой музыки, в числе которых был Лукас Гонзе из Webjay, чтобы получить от них отзывы. Вместо того чтобы посылать ответ, Гонзе и другие разместили ссылку на сайт Володкина.

## Структура и развитие
Структура Hype Machine была описана как «Pandora Radio, соединённое с Pitchfork Media». Песни, недавно опубликованные в избранных музыкальных блогах (всего свыше 800), размещаются в виде списка на главной странице сайта (она же — Latest). У зарегистрированных пользователей есть возможность отмечать понравившиеся песни и подписаться на определённые блоги или исполнителей, формируя собственную ленту новой музыки; всё это сохраняются в профайле. Кроме того, Hype Machine содержит списки популярного (Popular) за последние три дня и на прошлой неделе, каждый из которых составляется в зависимости от числа отметок, сделанных посетителями. Возле каждого трека расположены ссылки на такие интернет-магазины, как eMusic, Amazon и iTunes, где можно приобрести композицию. Комиссия с каждой продажи служит одним из основных источников дохода для The Hype Machine.
В 2007 году на сайте появилась страница под названием Zeitgeist, на которой были обобщены списки лучшего за год от музыкальных блогеров, а также, используя собственные данные, созданы списки 50 лучших исполнителей, альбомов и песен за прошедший год. В марте 2008 года был добавлен раздел «История прослушивания» (англ. Listening History), в котором пользователь мог увидеть, какую песню недавно слушал друг. В январе 2010 года The Hype Machine стал партнёром SoundCloud, что позволило лейблам снабжать музыкальных блогеров новыми и предварительно выпущенными треками. Сайт выпустил также приложение для iPhone 11 мая 2011 года. В июле того же года появился сервис «Ускоренная перемотка» (англ. Fast Forward), на котором демонстрируются короткие семплы и скриншоты блогов, разместивших соответствующие треки.
В разделе Blogs можно найти полный перечень обрабатываемых блогов с возможностью фильтрации по тегам. В отдельные секции вынесены список недавно отмеченных песен (Spy), изменяющийся в режиме реального времени, и ежемесячная аудиопрограмма The Hype Machine Radio Show.

## Отзывы
С момента запуска в 2005 году трафик Hype Machine неуклонно растёт. Сайт был представлен в CNN, Wired и The Guardian. Последнее издание включило его в список 100 ключевых сайтов 2009 года (в числе четырёх сайтов, связанных с музыкой). В том же году он вошёл в список 25 лучших музыкальных сайтов по версии британской газеты Independent. Фред Уилсон назвал Hype Machine «лучшим, что произошло с музыкой после Rolling Stones» и «Technorati для музыки». Основатель Gawker Media Ник Дентон назвал сайт «будущим всех СМИ».
В апреле 2011 года проект был номинирован на MTV O Music Awards в категории «Best Music Discovery Service».